# The Great Fire
The Great Fire è il settimo album dei Bleeding Through, pubblicato nel 2012 dalla Rise Records.

## Tracce
1. The March – 1:44
2. Faith in Fire – 1:57
3. Goodbye to Death – 2:33
4. Final Hours – 3:56
5. Starving Vultures – 2:44
6. Everything You Love Is Gone – 1:49
7. Walking Dead – 4:05
8. The Devil and Self Doubt – 3:02
9. Step Back in Line – 2:47
10. Trail of Seclusion – 3:41
11. Deaf Ears – 2:54
12. One by One – 1:38
13. Entrenched – 3:42
14. Back to Life – 2:38

## Formazione
- Brandan Schieppati - voce
- Brian Leppke - chitarra
- Dave Nassie - chitarra
- Derek Youngsma - batteria
- Ryan Wombacher - basso, voce
- Marta Peterson - tastiera